# Eggborough
Eggborough is een civil parish in het bestuurlijke gebied Selby, in het Engelse graafschap North Yorkshire met 1952 inwoners.
Ten noordoosten van het dorp, aan de rivier de Aire, staat de kolencentrale Eggborough power station.